# Лауха (Тюрингия)
Лауха (нем. Laucha) — деревня в Германии, в земле Тюрингия.
Входит в состав общины Хёрзель района Гота. Занимает площадь 6,65 км².
Ранее Лауха имела статус общины (коммуны). 1 декабря 2011 года была объединена с соседними населёнными пунктами, войдя в состав новой общины Хёрзель.

## Достопримечательности
Цурковь, построенная в 1720 году в стиле барокко.

## Динамика населения
| - 1994 — 510 чел. - 1995 — 520 чел. - 1996 — 525 чел. - 1997 — 532 чел. | - 1998 — 526 чел. - 1999 — 547 чел. - 2000 — 547 чел. - 2001 — 543 чел. | - 2002 — 547 чел. - 2003 — 540 чел. - 2004 — 532 чел. - 2005 — 536 чел. | - 2006 — 533 чел. - 2007 — 534 чел. - 2008 — 531 чел. - 2009 — 549 чел. | - 2010 — 549 чел. |